# Мужская сборная Барбадоса по хоккею на траве
Мужская сборная Барбадоса по хоккею на траве (англ. Barbados men's national field hockey team) — мужская сборная по хоккею на траве, представляющая Барбадос на международной арене. Управляющим органом сборной выступает Федерация хоккея на траве Барбадоса (англ. Barbados Hockey Federation).
Сборная занимает (по состоянию на 6 июля 2015) 43-е место в рейтинге Международной федерации хоккея на траве (FIH).

## Результаты выступлений

### Мировая лига
- 2012/13 — 38-45-е место (выбыли после 1-го раунда)
- 2014/15 — выбыли после 1-го раунда

### Игры Содружества
- 1998 — не участвовали
- 2002 — 8-е место
- 2006—2014 — не участвовали

### Панамериканские игры
- 1967—1975 — не участвовали
- 1979 — 7-е место
- 1983 — не участвовали
- 1987 — 6-е место
- 1991 — 4-е место
- 1995—1999 — не участвовали
- 2003 — 7-е место
- 2007 — не участвовали
- 2011 — 8-е место
- 2015 — не участвовали

### Панамериканский чемпионат
- 2000 — 9-е место
- 2004—2013 — не участвовали

### Игры Центральной Америки и Карибского бассейна
- 1982 —
- 1986 — 4-е место
- 1990 — не участвовали
- 1993 — 4-е место
- 1998 — 4-е место
- 2002 —
- 2006 — 5-е место
- 2010 —
- 2014 — 4-е место[2]